# Interleuchina 34

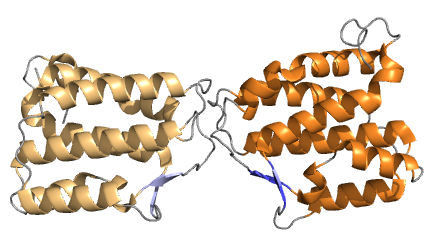
Struttura cristallina dell'interleuchina 34

L'interleuchina 34 (o IL-34) è una citochina di tipo interleuchinico codificata dal gene IL34 situato sul cromosoma 16. Si associa al recettore per il fattore stimolante le colonie di tipo 1 (CSF-1) e questo legame provoca la proliferazione di diversi tipi di cellule, tra cui i macrofagi, gli osteoclasti e le cellule della microglia.
L'interleuchina 34 si lega anche ai recettori per la proteina tirosin-fosfatasi, situati nel sistema nervoso centrale.
Nei pazienti affetti da artrite reumatoide, la gravità della malattia è correlata alla concentrazione di interleuchina 34 nelle sedi di infiammazione. Inoltre IL-34 è abbondantemente espressa sulle cellule di alcuni tumori del tessuto osseo, quando, provocando un'iperproduzione di osteoclasti, porta alla progressiva perdita della mineralizzazione e alla distruzione dell'osso stesso.
In caso di trapianto, l'interleuchina 34 favorisce l'instaurarsi della tolleranza immunologica verso l'organo ricevuto.